# Bill Shine

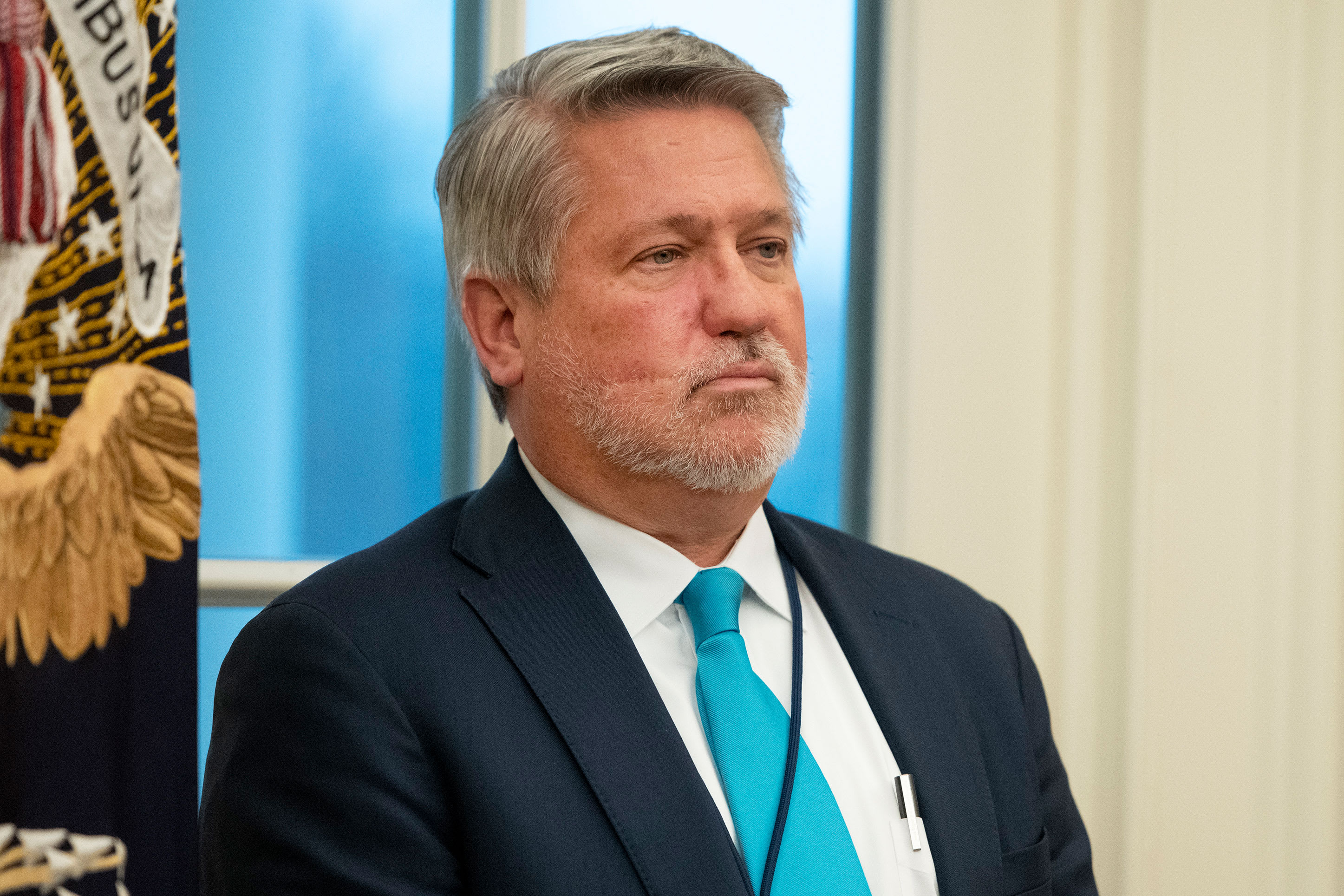
Bill Shine, 2020

Bill Shine (* 4. Juli 1963) ist ein US-amerikanischer Medienmanager. Er arbeitete als Produzent und Manager für den Fox News Channel. Am 5. Juli 2018 wurde er Kommunikationsdirektor des Weißen Hauses im Stab von US-Präsident Donald Trump. Am 8. März 2019 wurde sein Rücktritt von diesem Posten bekannt.

## Leben
Shine wuchs zusammen mit seinem Zwillingsbruder in Farmingville, Long Island (im Bundesstaat New York) auf.
Er erhielt einen BA in Kommunikation von der State University of New York in Oswego. Danach arbeitete er ab 1985 als Produzent für lokale TV-Sender auf Long Island.
Shine arbeitete zwei Jahrzehnte lang für den Vorsitzenden (Chairman) und CEO von Fox News, Roger Ailes. Am 21. Juli 2016 legte Ailes alle Funktionen bei Fox News nieder, nachdem Mitarbeiterinnen ihm sexuelle Belästigungen vorgeworfen hatten. Im August ernannte Rupert Murdoch Bill Shine und Jack Abernethy zu Vize-Präsidenten von Fox News. Am 1. Mai 2017 verließ Shine Fox News, nachdem Mitarbeiterinnen ihm sexuelle Belästigungen vorgeworfen hatten.
Im Juni 2018 bot US-Präsident Trump Shine an, Kommunikationsdirektor des Weißen Hauses und stellvertretender Stabschef des Weißen Hauses zu werden. Am 5. Juli 2018 wurde Shine offiziell ernannt.
Am 8. März 2019 teilte das Weiße Haus mit, dass Shine zurücktrete und als Berater bei der 'Donald Trump 2020 presidential campaign' tätig sein werde.
Shine war der fünfte Kommunikationsdirektor während Donald Trumps Präsidentschaft (Liste hier). Nachfolgerin wurde Stephanie Grisham.